# SMS Kaiser Barbarossa
Pour les autres navires du même nom, voir SMS Kaiser.
Le SMS Kaiser Barbarossa (en référence à Frédéric Barberousse) est un bateau de la classe Kaiser Friedrich III du type pré-Dreadnought, appartenant à la marine impériale allemande.
Il a été lancé le 21 avril 1900.